# Monquirasaurus
Monquirasaurus boyacensis
Genre
Espèce
Synonymes
- Kronosaurus boyacensis Hampe, 1992

Monquirasaurus (littéralement « lézard de Monquirá ») est un genre fossile de grands pliosaures ayant vécu durant le Crétacé inférieur (Aptien), dans ce qui est actuellement la Colombie. Une seule espèce est connue, Monquirasaurus boyacensis, décrite en 2021 à partir d'un squelette fossile presque complet, découvert en 1977 dans la ville de Villa de Leyva, situé dans le Boyacá. Les descriptions publiées sur le spécimen holotype estiment qu'il devrait atteindre au total une taille approchant les 8 m de long, ce qui fait de Monquirasaurus un grand représentant des pliosauridés.
Le taxon a longtemps été identifié de manière informelle comme une espèce du genre apparenté Kronosaurus, étant même nommé Kronosaurus boyacensis dans une étude publiée en 1992. Cette identification était due au fait que le spécimen holotype fut interdit d'accès par la localité, et que les descriptions furent publiées à l'aide de photos. Ce n'est qu'en 2021 qu'une description plus complète du squelette est effectuée, confirmant qu'il appartient à un genre distinct.
Le site où Monquirasaurus fut découvert est une formation géologique qui était autrefois un environnement contenant une vaste diversité de reptiles marins, incluant notamment d'autres grands pliosaures apparentés, tels que Stenorhynchosaurus et Sachicasaurus.

## Découverte et dénomination
L'holotype, qui est le seul spécimen connu de Monquirasaurus, est un squelette presque complet mesurant 7,3 m de long, substantiellement complet et articulé, provenant d'un jeune pliosaure adulte découvert en 1977 par Samuel Vargas et Enrique et German Zubieta sur les terres de Tito Hurtado, dans la ville de Villa de Leyva. Les fouilles ont été menées par des géologues, des archéologues et des paléontologues de l'Institut colombien de géologie et de minéralogie, de l'Institut colombien d'anthropologie et d'histoire et de l'université nationale de Colombie. Localement, le spécimen est rapidement devenu connu sous le nom de « El Fósil », avant d'être officiellement décrit sous le nom de Kronosaurus boyacensis par Olivier Hampe en 1992, après avoir été officieusement attribué à Kronosaurus durant les années précédentes. Ces descriptions ont cependant été réalisées à l'aide de photographies et de techniques d'imagerie à distance, car la Junta de Acción Comunal et la communauté locale n'ont pas autorisé l'accès au spécimen holotype, ce qui a entraîné une description manquante et une indignité de confiance concernant son identification taxonomique. Ce n'est qu'en 2021 que le spécimen est réexaminé de première main par Leslie Francis Noè (d) et Marcela Gómez-Pérez (d) et est décrit comme appartenant à un genre distinct, connu sous le nom de Monquirasaurus boyacensis. Le spécimen holotype réside toujours dans la localité type, le Museo El Fósil local ayant été construit autour de ce dernier.
Le nom générique Monquirasaurus vient de Monquirá, situé dans le Vereda en Colombie, et du grec ancien σαῦρος / saûros, « lézard », le tout voulant littéralement dire « lézard de Monquirá », en référence au lieu d'où le spécimen holotype fut découvert. L'épithète spécifique boyacensis fait référence au Boyacá, département entourant le site de la découverte.

## Description

### Description simplifiée

Comparaison en taille de Monquirasaurus avec un humain.

Monquirasaurus est un grand représentant des pliosauridés, le squelette holotype, bien qu'incomplet, mesure 7,3 m de long, la longueur totale étant estimée au total à environ 8 m par Noè et Gómez-Pérez en 2021.

### Crâne

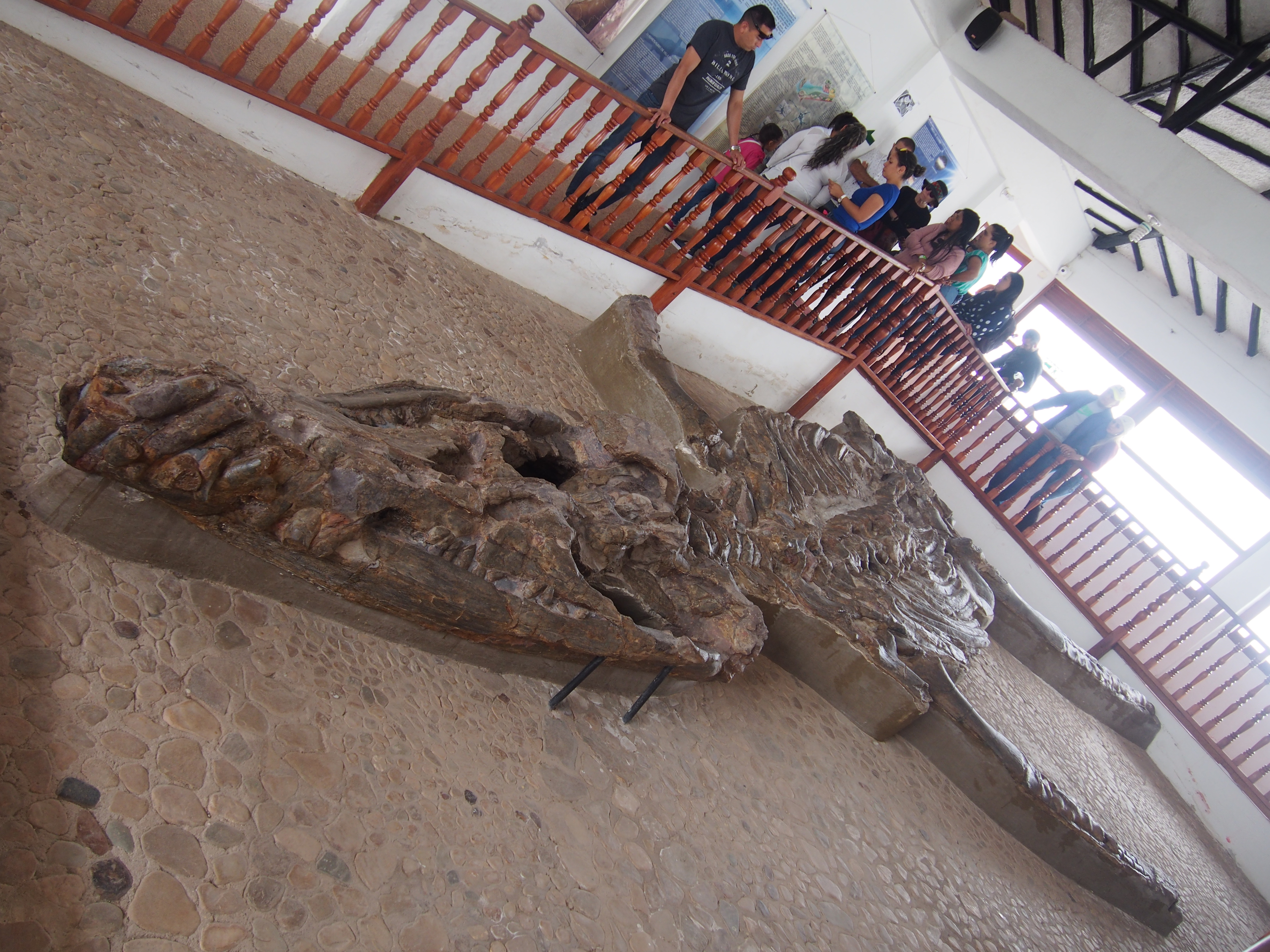
Vue rapprochée du crâne de l'holotype de Monquirasaurus boyacensis.

Le crâne de Monquirasaurus est grand et émoussé, mesurant 2,45 m de long de la pointe du museau à l'extrémité postérieure du squamosal droit et 1,2 m de large sur le bord latéral des quadratojugals. Vu de côté, le crâne est allongé et bas, mais il est encore sévèrement écrasé. Les mâchoires de l'holotype sont bien fermées et la majeure partie de la dentition est conservée in situ. Le crâne n'a pas subi uniquement l'écrasement, mais la majeure partie de la surface dorsale est également fortement altérée et de nombreux os manquent, ce qui rend presque impossible l'observation de la plupart des sutures du crâne. Le crâne a des marges ondulées, avec 3 expansions latérales visibles en vue dorsale. Le premier est présent le long des marges latérales du prémaxillaire, suivi d'une expansion autour des grands caniniformes antérieurs et d'un juste sous les orbites. Une quatrième expansion était probablement également présente dans la zone postérieure du crâne, autour des marges latérales de la fenêtre temporale. Les deux expansions antérieures sont immédiatement suivies d'une constriction médiale du crâne. Les narines sont situées à 1,13 m de la pointe du museau, en avant des orbites et au même niveau que la onzième dent du maxillaire. La mandibule est conservée en meilleur état que le crâne, résistant largement à l'écrasement qui a affecté ce dernier. Il existe cependant encore une certaine compression dorso-ventrale autour des rameaux mandibulaires.

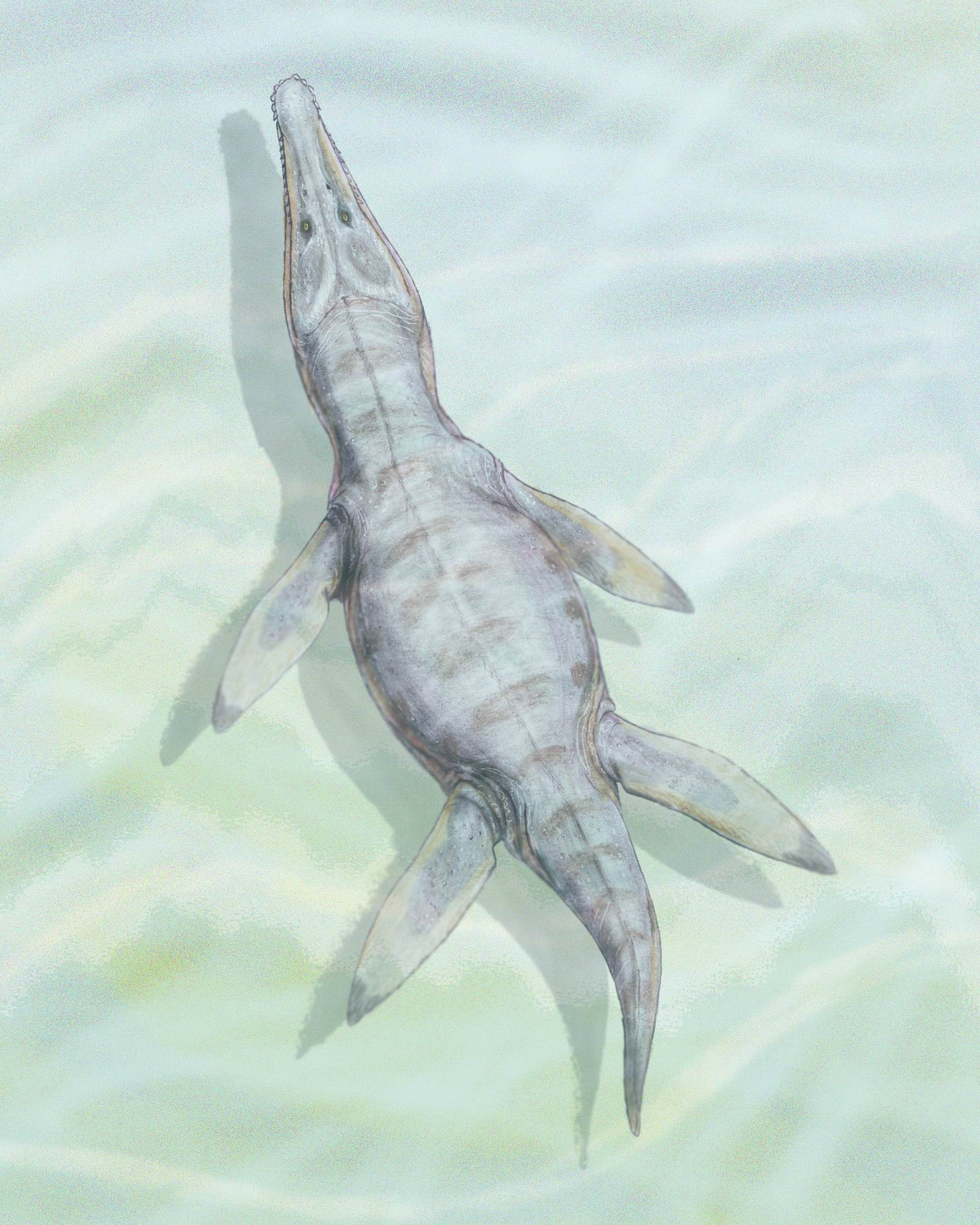
Reconstitution par Dimitri Bogdanov d'un Monquirasaurus boyacensis.

La mandibule est robuste et ressemble à la morphologie classique des pliosauridés avec de grandes dents caniniformes logées à la marge antérieure de l'os. La partie antérieure est légèrement retroussée et élargie comme chez Simolestes et Acostasaurus. Les dents de Monquirasaurus sont rondes en coupe transversale, les plus grandes étant les dents caniniformes. La dentition antérieure est nettement anisiodonte et imbriquée, tandis que les zones plus postérieures du crâne ont des rangées de dents qui se chevauchent. Les dents caniniformes antérieures du maxillaire, par exemple, obscurcissent les dents du dentaire de cette région, tandis que plus en arrière, les dents du dentaire forment une sous-occlusion prononcée obscurcissant les dents des os maxillaires postérieures. Tout cela rend difficile la détermination du nombre exact de dents d'origine de l'animal. L'expansion antérieure du prémaxillaire contient 4 dents de chaque côté, la deuxième dent du prémaxillaire étant la plus grande, s'étendant à mi-chemin de la mandibule. Bien que la troisième et la quatrième dent soient toutes deux grandes, elles sont toujours plus petites que la dent précédente. Une certaine incertitude entoure la présence d'une petite dent juste derrière la quatrième dent du prémaxillaire. Cette zone est presque entièrement masquée par la quatrième dent caniniforme du dentaire, mais il y a un soupçon de la possible présence d'une petite alvéole dans cette zone. Alors que l'absence de sutures visibles rend la séparation de la dentition des prémaxillaires et des maxillaires incertaine, Noè et Gómez-Pérez suggèrent que, si une petite dent avait été présente, il s'agirait très probablement d'une dent provenant du maxillaire. 
Ils raisonnent que tous les pliosauridés de la formation de Paja (en) sont unis par la présence de 4 dents des prémaxillaires, tout en soulignant en outre que la première dent du maxillaire chez les pliosaures est souvent beaucoup plus petite et suivie d'une grand dent caniniforme (comme la prochaine dent conservée chez Monquirasaurus). Entre la dernière dent du prémaxillaire conservé et le premier caniniforme du maxillaire s'étend un espace édenté ou diastème, équivalent en diamètre à la zone occupée par une grosse dent. La première dent du maxillaire préservée (potentiellement la deuxième dans l'ensemble) est la plus grande de la mâchoire, bien que cassée de chaque côté, cette dent aurait atteint au-delà de la marge ventrale de la mandibule. À la suite de cette dent se trouvent des dents caniniformes continuellement plus petites suivies de nombreuses dents des maxillaires beaucoup plus petites qui deviennent progressivement plus petites vers l'arrière. Les dents mandibulaires antérieures sont grandes et imbriquées avec les dents des prémaxillaires. La plus grande d'entre elles est le quatrième dent du dentaire, qui est encore plus petite que les caniniformes des maxillaires ultérieurs, mais plus grande que n'importe quelle des dents des prémaxillaires. Les dents des os dentaires après la cinquième dent sont masquées par les dents caniniformes des maxillaires, mais très probablement aussi assez petites. Les dents des os dentaires plus grandes sont conservées en arrière de ce chevauchement. Dans l'ensemble, Monquirasaurus peut avoir eu un minimum de 19 dents dans sa mâchoire supérieure tandis que la mandibule conserve 19 positions de dents à droite et 23 à gauche.

### Squelette postcrânien

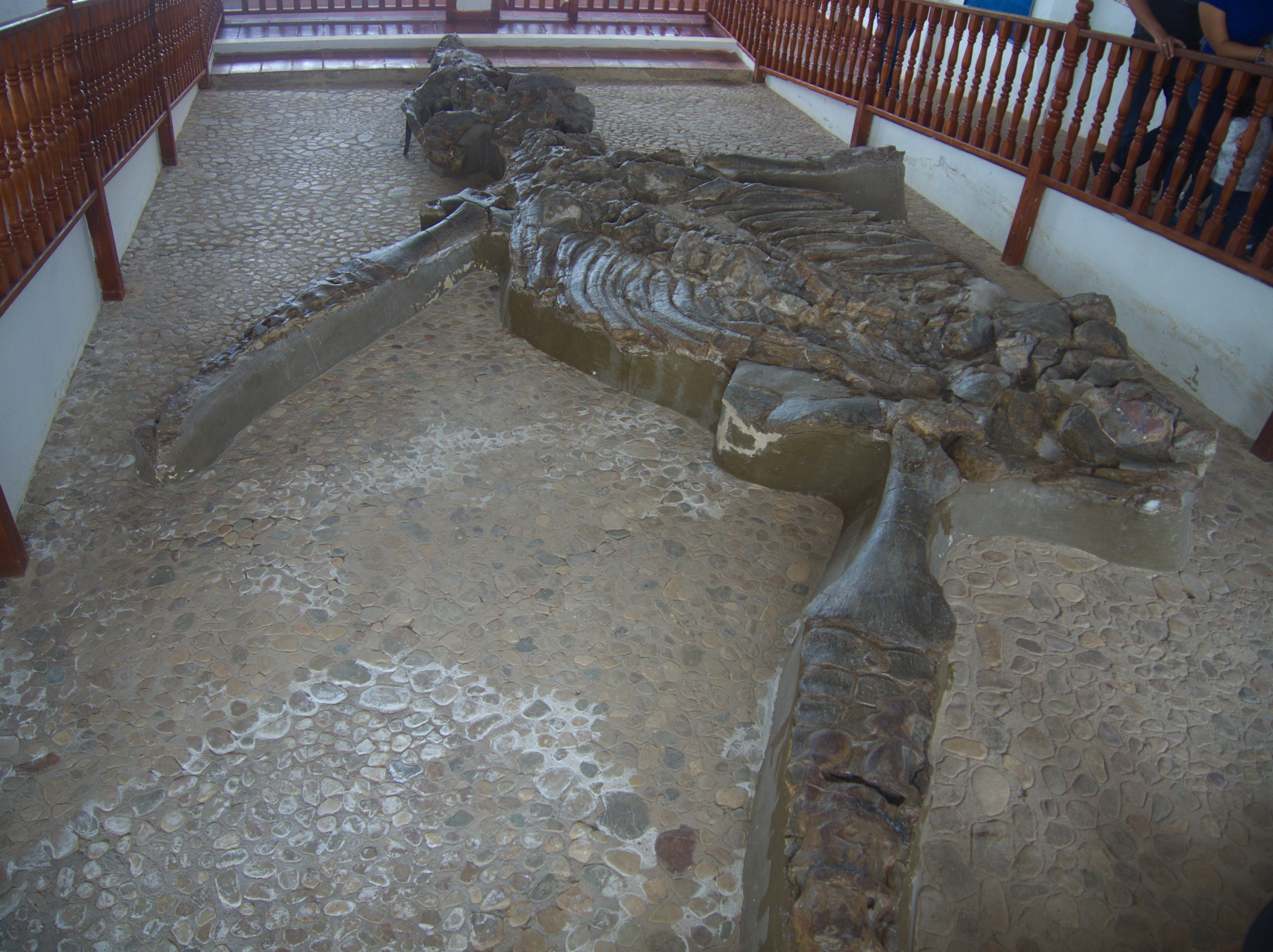
Vue postérieure de l'holotype de Monquirasaurus boyacensis.

Le corps de Monquirasaurus mesure 4,65 m le long de la colonne vertébrale, sans compter le crâne et la queue manquante. Tel qu'il est conservé, le corps est élargi, mais il aurait été plus étroit. La colonne vertébrale est largement préservée en articulation, avec quelques lacunes vers l'extrémité postérieure du corps. Le cou de Monquirasaurus est court, avec 8 vertèbres articulées conservées à l'exclusion du complexe de l'atlas-axis, qui est masqué par le crâne (la présence d'une troisième vertèbre masquée par le crâne est possible, mais pas certaine). La série cervicale est suivie de 3 vertèbres pectorales, 22 dorsales et 3 sacrées. De ces vertèbres, la dernière vertèbre dorsale et les 2 premières sacrées ne sont conservées que sous forme d'empreintes. Les arcs neuraux préservés des 17 et 18 vertèbres (étant les cinquième et sixième vertèbres dorsales) sont dorsalement sous-triangulaires, étroits vers l'avant et aplatis vers l'arrière, suggérant un agencement d'emboîtement « langueté et rainuré ». Cela rendrait le dos raide et rigide, comme chez les autres plésiosaures. La majeure partie de la queue est manquante, avec seulement 3 vertèbres caudales préservées s'articulant avec les sacrums. Le squelette appendiculaire n'est que partiellement préservé, tous les membres manquant l'extrémité distale des palettes natatoires et les ceintures masquées par le torse superposé.

## Classification
Bien que Noè et Gómez-Pérez n'aient pas effectué d'analyses phylogénétiques dans leur article, la comparaison morphologique entre Monquirasaurus et les représentants de la famille des Pliosauridae suggère que s'il était certainement un membre des ce derniers, il est peu probable qu'il soit un Brauchaucheninae, une sous-famille qui était auparavant considéré comme la seule lignée de pliosauridés datant du Crétacé. Les auteurs suggèrent plutôt, aux côtés de Sachicasaurus et Acostasaurus, qu'il pourrait faire partie d'un groupe non reconnu de pliosaures datant du Crétacé inférieur. Cependant, des analyses phylogénétiques plus approfondies sont nécessaires pour étayer cette hypothèse.

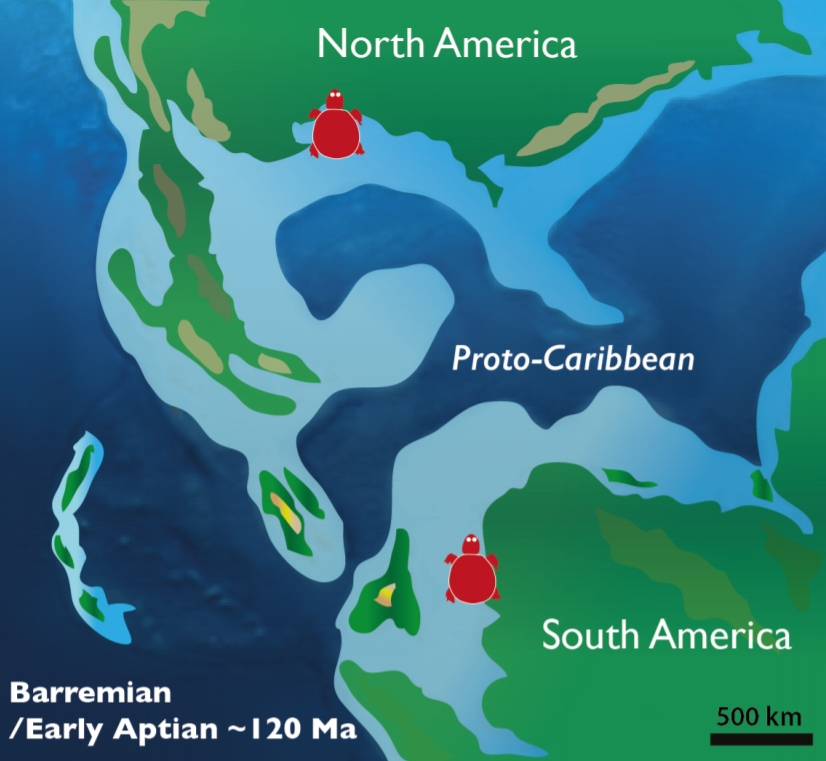
Paléogéographie du nord de l'Amérique du Sud au Barrémien et au début de l'Aptien.

## Paléoécologie
Monquirasaurus fut découvert dans le membre Arcillolitas abigarradas de la formation de Paja (en). Cette formation géologique préserve un environnement ayant une grande diversité de reptiles marins, notamment des élasmosauridés, des protostegidés, sandownidés (en), des téléosauridés de grande taille et divers ichtyosaures, dont le superprédateur Kyhytysuka, qui a également été décrit en 2021. La formation est également connue pour sa diversité, chez les pliosaures en particulier, avec 4 genres distincts connus dans la région. Outre Monquirasaurus, la formation conserve les os des relativement petits Acostasaurus et Stenorhynchosaurus, ainsi que de l'imposant Sachicasaurus.